# Локалитет Краљевац
Локалитет Краљевац је локалитет у режиму заштите I степена, површине 6,08ha (у четири одвојене целине), у јужном делу НП Фрушка гора.
Налзи се у ГЈ 3807 Шуљамачка главица-Краљевац, одељења 21 (одсеци „б” и „ф”) 22 (одсек „и”) и 26 (одсек „ф”). Представља шумске екосистеме са остацима некадашњих шума сладуна и цера (Quercetum petraeae-cerris farnettosum) на јужним експозицијама Фрушке горе.